# Aquilops
Aquilops americanus là một chi khủng long Ceratopsia sống vào đầu kỷ Creta ở Bắc Mỹ, khoảng 109 triệu tới 104 triệu năm trước.

## Phát hiện và đặt tên

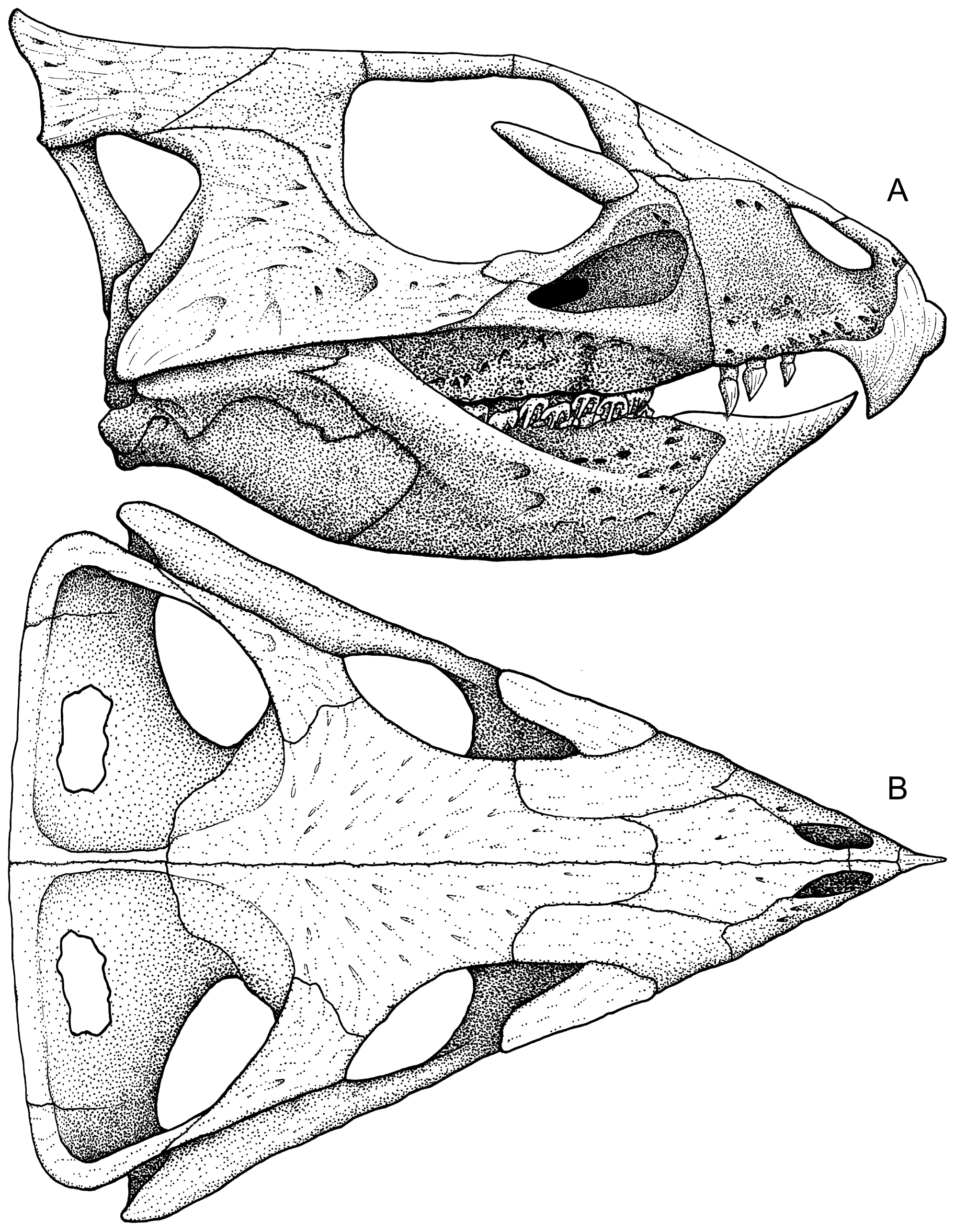
Hộp sọ.

Năm 1997, nhà cổ sinh vật học Scott Madsen tìm thấy một hóa thạch đơn, một phần hộp sọ, ở quận Carbon, miền nam Montana. Mẫu vật này ban đầu được cho là của Zephyrosaurus, Madsen phát hiện nó là loài khủng long mới.
Năm 2014, loài điển hình Aquilops americanus được đặt tên và mô tả bởi Andrew Farke, W. Desmond Maxwell, Richard L. Cifelli, và Mathew Wedel. Tên chi xuất phát từ tiếng Latin aquila, "đại bàng", và tiếng Hy Lạp ὤψ, ops, "mặt". Tên loài americanus xuất phát từ việc đây là loài Neoceeratopsia cơ sở đầu tiên được phát hiện ở Mỹ.
Mẫu gốc, OMNH 34557, được tìm thấy ở lớp đá thuộc thành hệ Cloverly, vào giữa đến cuối Albian. Nó gồm một hàm dưới của một cá thể gần trưởng thành.

## Mô tả

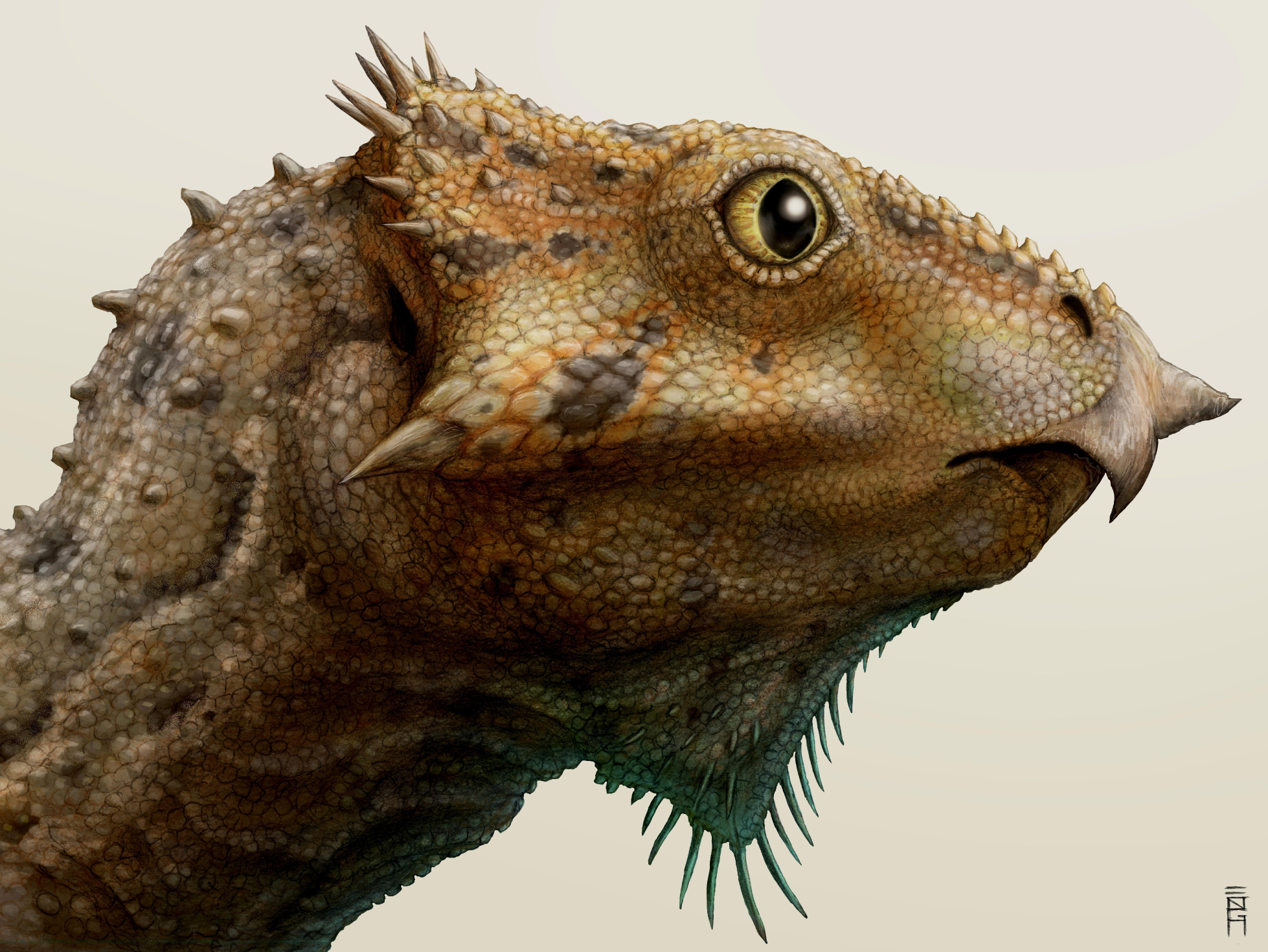
Phục dựng

Hộp sọ dài 84.2 mm. Mẫu gốc có thể không phải từ một cá thể hoàn toàn trưởng thành. So sánh với các loài liên quan cho thấy nó chỉ dài bằng 60% chiều dài trưởng thành. Wedel ước tính toàn bộ chiều dài cơ thể Aquilops là60 cm và cân nặng 1.5 kg.